# Base aérienne de Boutourlinovka
La base aérienne de Boutourlinovka est une base aérienne militaire de l'armée de l'air russe située dans le raïon de Boutourlinovka, dans l'oblast de Voronej, en Russie. Elle est située à quatre kilomètres au sud de la ville de Boutourlinovka et peut héberger environ une douzaine d'avions de combat.

## Historique
Au début des années 1990, Boutourlinovka abritait le 186e régiment d'instruction de Chtourmovik, équipé de 45 avions à réaction Su-25, puis la base accueillit le 899e régiment d'aviation d'assaut d’Orchansky de la 16e armée aérienne (en), qui exploitait des Su-25 jusqu’à la dissolution de l’unité le 1er décembre 2009, après quoi la base aérienne a été laissée vacante,,.
La base est restée un minimum occupée jusqu'en juin 2014, date à laquelle il a été annoncé que le 899e régiment d'Orchansky serait rétabli d'ici 2017.
En 2011, les MiG-29 de la base de Koursk Vostotchny furent temporairement basés à Boutourlinovka pendant un an en raison de la réparation de leur piste habituelle.
En décembre 2013, la base a provisoirement accueilli le 47e régiment d'aviation mixte de Voronej, habituellement installé sur la base de Voronej Malchevo, lors de la réparation de la piste de cette dernière.